# Лучезар Шумков
Лучезар Шумков (нар. 28 лютого 1992) — болгарський плавець. Учасник Чемпіонату світу з водних видів спорту 2017, де в попередніх запливах на дистанції 50 метрів брасом посів 33-тє місце і не потрапив до півфіналів. Учасник Чемпіонату світу з водних видів спорту 2019, де в попередніх запливах на дистанції 50 метрів брасом посів 35-те місце і не потрапив до півфіналів.